# إيجال عامير
ايجال عامير (بالعبرية: יִגְאָל עָמִיר) ، من مواليد 23 مايو 1970م وهو يهودي إسرائيلي من أصل يمني، واشتهر إيجال بعملية قتل ضد رئيس الوزراء الإسرائيلي اسحاق رابين.

## سيرته
إيجال عامير وهو أحد المستوطنين الإسرائيليين، الذي يتبع أحد الأحزاب الدينية المتشددة، ويعتبره المتشددون بطلاٌ قومياً بعد أن حكم عليه بالسجن المؤبد لقتله اسحق رابين رئيس وزراء إسرائيل الأسبق، بسبب إظهاره المرونة في التفاوض مع الفلسطينيين ورغبته في التعاون لإقامة الدولة الفلسطينية وهو ما يعتبروه ضد التوراة، لأن مذكور في التوراة أن هذه الدولة أرض كنعان هي ملك اليهود فقتله عامير لمخالفة «إسحق رابين» التوراة.

## وصلات خارجية
- إيجال عامير على موقع IMDb (الإنجليزية)
- إيجال عامير على موقع إن إن دي بي (الإنجليزية)